# Илимияни
Илимияни (Илима-япи; финик. Ilimi-yani, Ilima-yapi) — царь Библа во второй половине XVIII века до н. э.

## Биография
Илимияни, имя которого имеет аморейское происхождение, принадлежал к династии правителей Библа, основанной Абишему I. Он унаследовал престол после своего отца Интенэля. Правление Илимияни датируется второй половиной XVIII века до н. э. (иногда более точно: между 1735 и 1720 годом до н. э.).
О правлении Илимияни сведений в исторических источниках сохранилось очень мало. В надписи на вотивном предмете египетской богине Хатхор, датированной приблизительно 1725 годом до н. э., упоминается библский правитель Хасрурум, сын Рума. Однако в каких отношениях он находился с Илимияни — не известно.
Преемственность представителей основанной Абишему I династии точно не известна. Она восстанавливается только на соотнесении правлений того или иного монарха Библа с правлениями египетских фараонов, артефакты с именами которых находят в царских захоронениях. В результате этого одна часть современных историков считает преемником Илимияни царя Ипшемуаби II, другая — царя Абишему II.